# Igor Cukrov
Igor Cukrov, hrvaški pevec, glasbenik in televizijska osebnost, * 6. junij 1984, Šibenik, SR Hrvaška, Jugoslavija. 
Prišel je do medijske pozornosti kot eden od šestnajstih tekmovalcev šova talentov Operacija trijumf. Cukrov je zastopal Hrvaško na Pesmi Evrovizije 2009 s skladbo »Lepa Tena«, ki jo je napisal Tonči Huljić.